# Comuna Becicherecu Mic, Timiș
Becicherecu Mic este o comună în județul Timiș, Banat, România, formată numai din satul de reședință cu același nume. Numele este complementar celui al localității Becicherecu Mare din Serbia, redenumit de autoritățile iugoslave în Zrenjanin (după un partizan interbelic).

## Localizare
Becicherecu Mic se află la 17 km nord-vest de municipiul Timișoara, pe drumul național DN6 între Timișoara - Sânnicolau Mare - Cenad. Localitatea este legată și de calea ferată Timișoara - Cenad, care trece pe la sud, cu stația Pescărețul Mic.
Becicherecu Mic se învecinează la nord cu Hodoni, la est cu Dudeștii Noi, la sud-est cu Săcălaz, la sud cu Beregsău Mare, la vest cu Iecea Mică și Iecea Mare iar la nord-vest cu Biled.

## Istoric

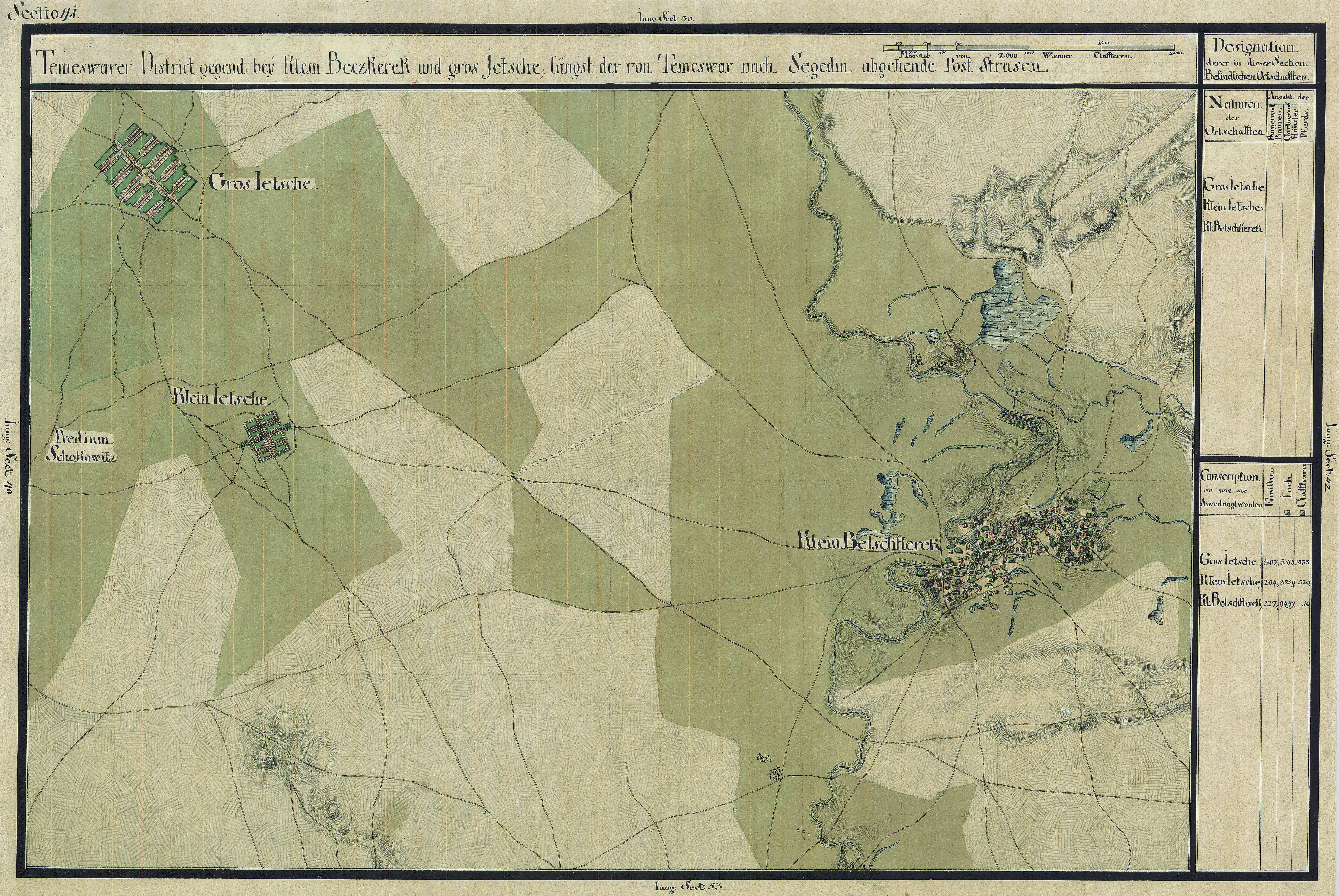
Becicherecu Mic în Harta Iosefină a Banatului, 1769-72

În spațiul etnografic s-a derulat un proces istoric complex. Primele date istorice referitoare la comuna Becicherecu Mic sunt menționate documentar în 1232 denumită Terra Potkerequ. O sută de ani mai târziu, în 1332 este atestată documentar. În 1462 este dăruită familiei Hagymasy din Beregsău. În timpul ocupației otomane a Banatului (1552 -1716), numele deriva în Crucea, fiind amplasată pe Dealul Crucii. După recucerirea Banatului de către Imperiul Habsburgic (în 1717), administrația imperială consemnează localitatea cu numele de Peschered, în română Pescăreț - bălți cu pește. În epoca de instabilitate și destrămare a feudalismului din Banat, teritoriul trece ca o ștafetă dintr-o mână de dominație străină în alta : turcească, austriacă, austro-ungară. Se produc astfel faze de stagnare și regres pe plan economic, social și cultural.
În 1723, în harta gereralului Mercy Karte des Temesvarer Banates, localitatea apare pentru prima dată numită "Becicherecu Mic". Originea provine prin rotacism de la substantivul propriu Pechereky - numele unui latifundiar. Mai târziu, în 1743, a fost denumită Bezsierek.
Între 1920-1925 localitatea a fost numită Țichindeal, după numele cărturarului Dimitrie Țichindeal, născut aici în 1775.

## Stema
Stema oficială a comunei Becicherecu Mic a fost adoptată de Guvern prin Hotărârea nr. 403/2014.
Aceasta se compune dintr-un scut triunghiular cu marginile rotunjite, scartelat în curmeziș. În partea superioară, în câmp albastru, se află un cap de înger de argint, flancat în dextra de sus de un soare de aur și în senestra de sus de o semilună de aur. În vârful scutului, în câmp albastru, se află o barză pășind spre dreapta flancată de două fire de trestie, având sub picioare 3 pești orientați spre dreapta, dispuși 2: 1, toate de argint. În dreapta, în câmp verde, se află Dimitrie Tichindeal în picioare purtând straie preoțești, cu barbă și capul descoperit, ținând în mâna dreaptă o pană și în cea stângă o carte deschisă, toate de aur. În stânga, în câmp verde, se află un mănunchi de spice de aur. Scutul este timbrat de o coroană murala de argint cu un turn crenelat.
Semnificațiile elementelor însumate
Capul de înger este preluat din compoziția vechii peceți a comunei, folosită în anii 1700 (identificată în anul 1804).
Soarele și luna simbolizează semnele șvabilor bănățeni care au colonizat localitatea.
Barza, preluată din altă pecete folosită după anul 1830, și peștii evocă mulțimea de bălți care au existat pe arealul comunei.
Personajul în straie preoțești evocă faptul că aici s-a născut și este înmormântat preotul învățător Dimitrie Țichindeal.
Mănunchiul de spice simbolizează ocupația principală a locuitorilor, agricultura.
Coroana murală cu un turn crenelat semnifică faptul că localitatea are rangul de comună.

## Populația (evoluție istorică)
Componența etnică a comunei Becicherecu Mic
     Români (75,69%)
     Romi (2,12%)
     Ucraineni (1,84%)
     Maghiari (1,18%)
     Alte etnii (3,17%)
     Necunoscută (16%)
Componența confesională a comunei Becicherecu Mic
     Ortodocși (65,74%)
     Penticostali (6,4%)
     Romano-catolici (4,03%)
     Ortodocși sârbi (2,37%)
     Baptiști (1,6%)
     Alte religii (2,61%)
     Necunoscută (17,25%)
Conform recensământului efectuat în 2021, populația comunei Becicherecu Mic se ridică la 2.875 de locuitori, în creștere față de recensământul anterior din 2011, când fuseseră înregistrați 2.853 de locuitori. Majoritatea locuitorilor sunt români (75,69%), cu minorități de romi (2,12%), ucraineni (1,84%) și maghiari (1,18%), iar pentru 16% nu se cunoaște apartenența etnică. Din punct de vedere confesional, majoritatea locuitorilor sunt ortodocși (65,74%), cu minorități de penticostali (6,4%), romano-catolici (4,03%), ortodocși sârbi (2,37%) și baptiști (1,6%), iar pentru 17,25% nu se cunoaște apartenența confesională.

## Politică
Comuna Becicherecu Mic este administrată de un primar și un consiliu local compus din 13 consilieri. Primarul, Raimond-Ovidiu Rusu[*], de la Partidul Social Democrat, este în funcție din 2012. Începând cu alegerile locale din 2024, consiliul local are următoarea componență pe partide politice:
|  | Partid                          | Consilieri | Componența Consiliului | Componența Consiliului | Componența Consiliului | Componența Consiliului | Componența Consiliului | Componența Consiliului | Componența Consiliului | Componența Consiliului |
|  | ------------------------------- | ---------- | ---------------------- | ---------------------- | ---------------------- | ---------------------- | ---------------------- | ---------------------- | ---------------------- | ---------------------- |
|  | Partidul Social Democrat        | 8          |                        |                        |                        |                        |                        |                        |                        |                        |
|  | Uniunea Salvați România         | 2          |                        |                        |                        |                        |                        |                        |                        |                        |
|  | Partidul Național Liberal       | 1          |                        |                        |                        |                        |                        |                        |                        |                        |
|  | Alianța pentru Unirea Românilor | 1          |                        |                        |                        |                        |                        |                        |                        |                        |
|  | Partidul Puterii Umaniste       | 1          |                        |                        |                        |                        |                        |                        |                        |                        |

La Becicherecu Mic orientarea politică este predominant către partidul PD-L. Primarul Constantin Buzatu, membru PSD la alegerea sa în 2004, este acum membru PD-L. Viceprimarul este de asemenea membru PD-L. Consiliul Local este constituit din 11 consilieri, împărțiți astfel:
|  | Partid                                             | Consilieri | Componența | Componența | Componența | Componența | Componența | Componența | Componența | Componența |
|  | -------------------------------------------------- | ---------- | ---------- | ---------- | ---------- | ---------- | ---------- | ---------- | ---------- | ---------- |
|  | Alianța Dreptate și Adevăr (7 )PD                  | 7          |            |            |            |            |            |            |            |            |
|  | Partidul Social Democrat                           | 3          |            |            |            |            |            |            |            |            |
|  | Partidul Noua Generație - Creștin Democrat(PNG-CD) | 1          |            |            |            |            |            |            |            |            |

## Obiective turistice
- Biserica "Mutarea moaștelor Sf. Nicolae" (1823-1844; pictată de Nicola Alexici), delcarată monument istoric [nefuncțională]
- Casă construită în 1914, declarată monument istoric
- Becicherecu Mic (sit de importanță comunitară inclus in rețeaua europeana Natura 2000 în România)

## Personalități
- Dimitrie Țichindeal (1775 - 1818), preot, cărturar, fabulist, traducător și militant pentru emanciparea românilor din Banat